# Sint-Laurentiuskerk (Süsel)
De Sint-Laurentiuskerk (Duits: Kirche St. Laurentius) is een kerkgebouw in Süsel in de Kreis Oost-Holstein (Sleeswijk-Holstein). De weerkerk behoort tot de groep zogenaamde Vicelinuskerken die tijdens de oostkolonisatie werden gesticht en is het oudste gebouw van de plaats. De oorspronkelijk ronde toren van de kerk werd in 1735 eerst verkort en in 1844 vervangen door een vierhoekige aanzet.

## Beschrijving
De vierkante toren werd van baksteen op een fundament van gehouwen natuursteen gebouwd en heeft een classicistisch portaal. De toren heeft een taps toelopend dak met daarop een dakruiter. Aan beide zijden van de toren bevindt zich een torenklok.
Het kerkschip is nog in de oorspronkelijke staat en bestaat uit een schip, een koor en een halfronde apsis van veldstenen. Alleen in de zuidelijke kant van de kerk zijn grotere vlakken met baksteen ingemetseld. Op de noordelijke kant zijn steunberen van baksteen toegevoegd.